# Anton Jäger (Baumeister)
Anton Jäger (* 4. Juni 1779 in Wien; † 6. Mai 1865 ebenda) war ein österreichischer Baumeister.

## Leben

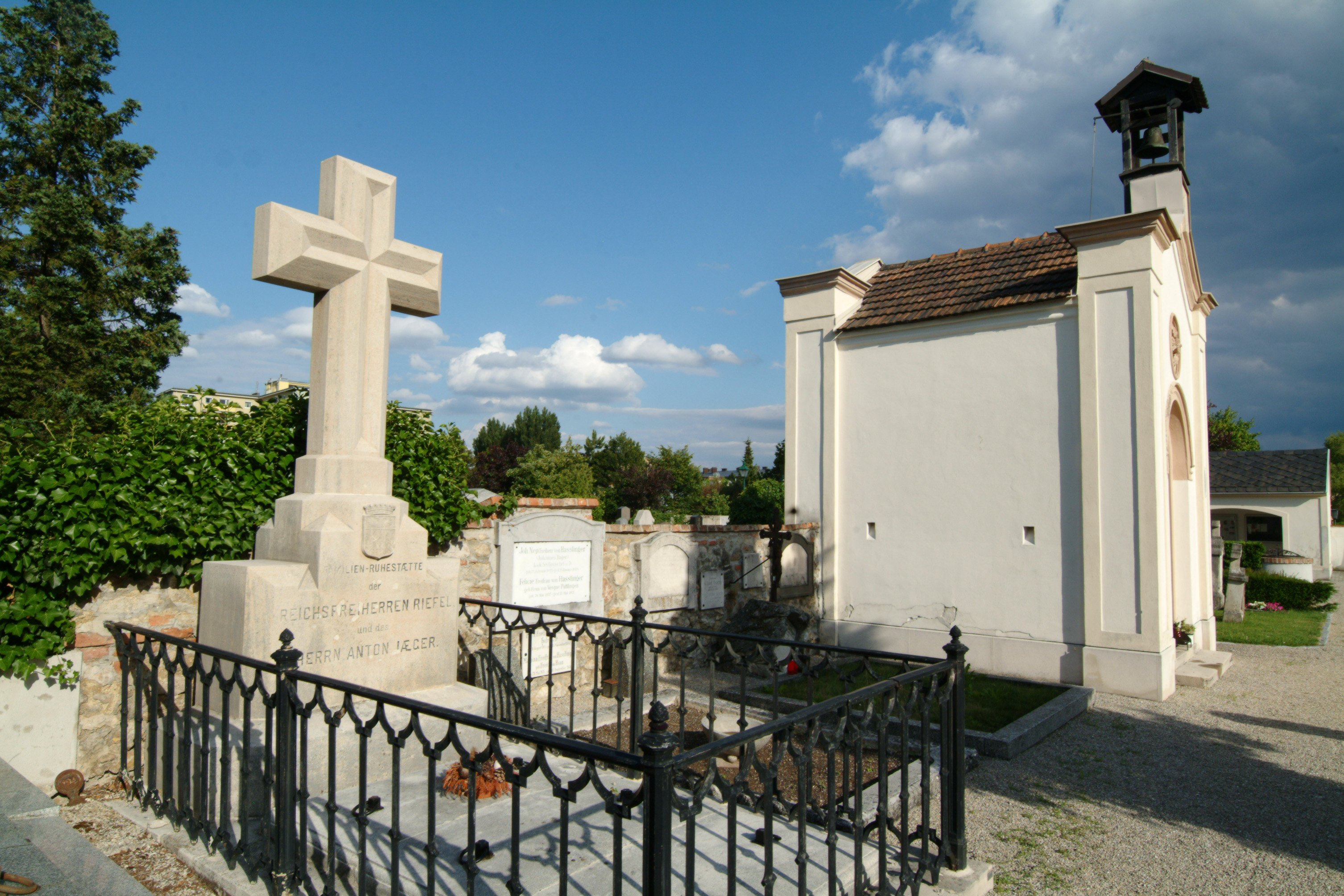
Grab im Familiengrab der Reichsfreiherren Riefel

Anton Jäger war der älteste Sohn des »Hof- und bürgerlichen Steinmetzmeisters« Franz Jäger senior. Er begann seine Lehre mit acht Jahren 1787 im Steinmetzbetrieb des Vaters und wurde nach fünf Jahren als Geselle freigesprochen. Anschließend schloss er von 1792 bis 1795 eine Lehre als Maurer bei dem mit den Eltern befreundeten Baumeister Johann Georg Kornhäusel an. Im Jahre 1793 besuchte er die Akademie der bildenden Künste Wien, es ist jedoch nicht bekannt, welche Kurse er besuchte.
1795 wurde er als Maurergeselle freigesprochen und 1797 als Zögling in die Baumeisterinnung aufgenommen. Am 22. Juni 1800 legte er die Meisterprüfung ab und wurde sofort mit der Bauleitung des Theaters an der Wien betraut.
Die Familie Jäger war angesehen und vermögend, sodass sich Anton Jäger als Kunstsammler betätigen konnte. Er war mit Dorothea Freiin von Riefel (1785–1874) verheiratet, die in Maria Enzersdorf Besitzungen hatte. Anton Jäger verstarb kurz vor seinem 86. Geburtstag und ist auf dem Friedhof in Maria Enzersdorf bestattet.

## Bedeutung

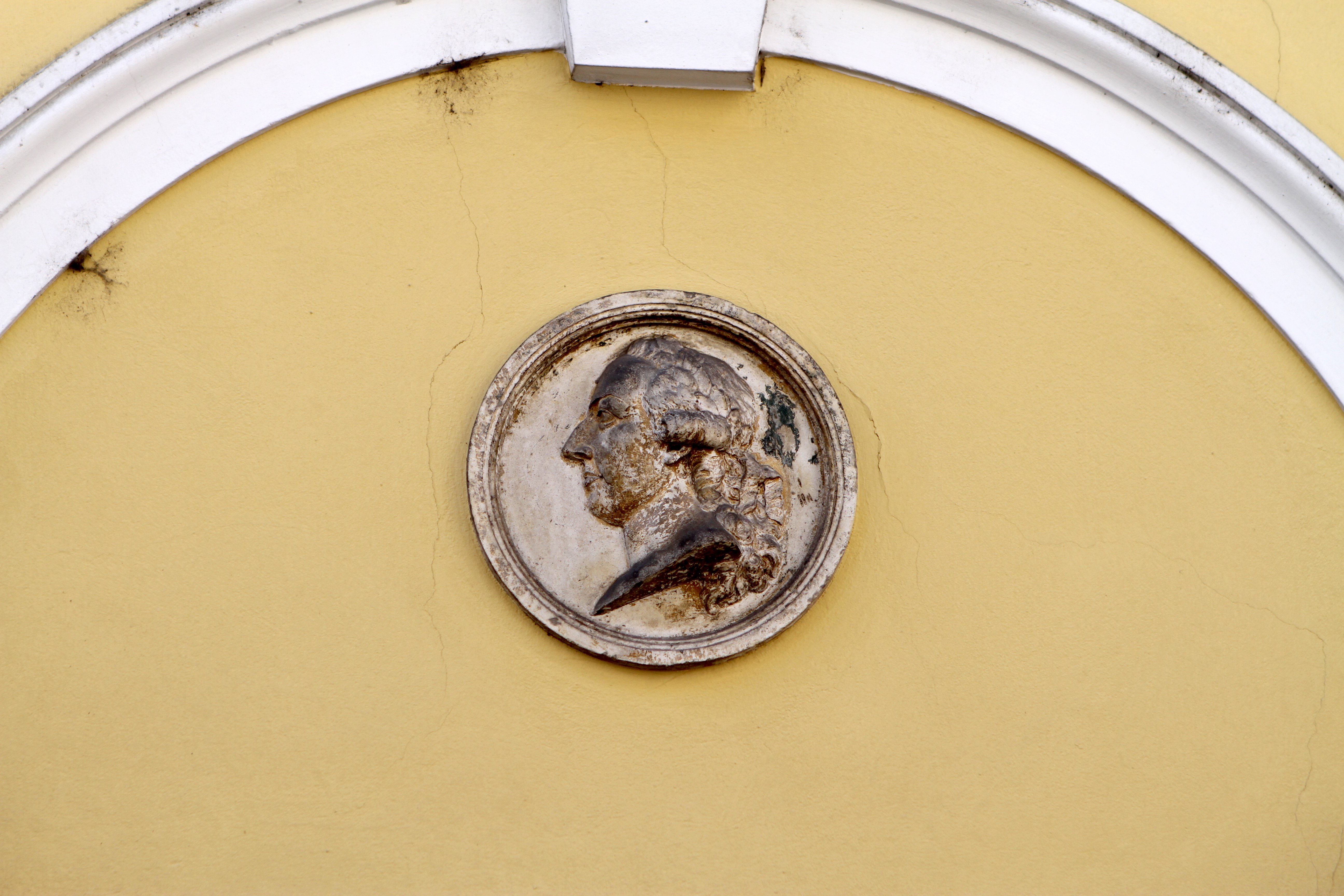
Porträtmedaillon des Hauses „Zum römischen Kaiser“

Obwohl sich Jäger vorwiegend als ausführender Baumeister betätigt hat, so ist er doch durch seine Mitarbeit beim Bau des Theaters an der Wien und durch die beiden Eckbauten des „Klosterneuburger-Hofes“ nach Entwürfen von Johann Nepomuk Amann bekannt geworden. 
Als bedeutende Werke gelten zwei Häuser im 6. Wiener Gemeindebezirk: Das im Jahre 1895 abgetragene Haus „Zum grünen Thor“, das als »prächtig mit verzierten Lünetten« beschrieben wird und das Haus „Zum römischen Kaiser“. Dieses Haus ist erhalten und steht unter Denkmalschutz (Listeneintrag). Es ist ein dreigeschoßiges Miethaus mit einem seichten Mittelrisalit und Rundbogenöffnungen im Erdgeschoß. Der Risalit hat im ersten Obergeschoß drei glatte Lünetten, die mittlere Rundbogenöffnung im Erdgeschoß ist mit einem Porträtmedaillon geschmückt.

## Werke (Auswahl)
- 1800–1801: Theater an der Wien (mit Josef Reymund und Vater Franz Jäger sen.)
- 1803–1806: „Klosterneuburger-Hof“ (nach Plänen von Johann Amann)
- 1805:	Wohnhaus „Zum grünen Thor“, Wien 6, Windmühlgasse 32 / Barnabitengasse (abgetragen)
- 1806:	Miethaus „Zum römischen Kaiser“ (Umbau, erbaut 1790)

## Mitgliedschaften und Auszeichnungen
- 1800: Mitglied der Bau- und Steinmetzmeisterinnung
- 1843:	Ehrenmitglied der Akademie der bildenden Künste Wien